# Boljev Dol
Baljev Dol (en serbe cyrillique : Бољев Дол ; en bulgare : Болев дол) est un village de Serbie situé dans la municipalité de Dimitrovgrad, district de Pirot. Au recensement de 2011, il comptait 5 habitants.

## Démographie
| 1948 | 1953 | 1961 | 1971 | 1981 | 1991 | 2002 | 2011 |
| ---- | ---- | ---- | ---- | ---- | ---- | ---- | ---- |
| 241  | 256  | 184  | 131  | 66   | 29   | 8    | 5    |

|  |